# الحمام مروحي الذيل (الفانتيل)

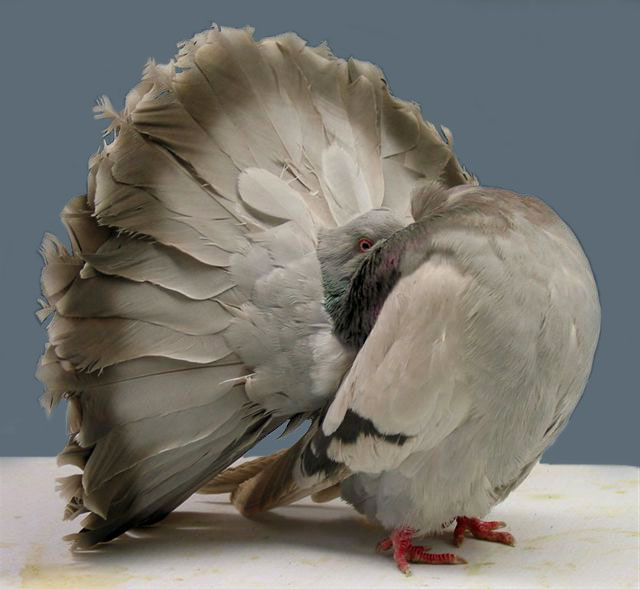
حمامة مروحية الذيل

الحمام مروحي الذيل سلالة مشهورة من حمام الزينة، يميزها ذيل على شكل مروحة يتألف من ثلاثين إلى أربعين ريشة، ويعد هذا استثناءً بين سلالات الحمام التي عادة لديها إثنتا عشرة إلى أربع عشرة ريشة. يعتقد أن الموطن الأصلي لهذه السلالة هو الهند والصين أو إسبانيا، وهناك أنواع متعددة لهذه السلالة مثل الحمام مروحي الذيل الإنجليزي والهندي والتايلاندي. ويعرف الحمام مروحي الذيل في العالم العربي بعدة أسماء منها الشماسي والرقاصي والفانتيل.